# Karshomyia galeriformis
Karshomyia galeriformis är en tvåvingeart som beskrevs av Fedotova och Vasily S. Sidorenko 2004. Karshomyia galeriformis ingår i släktet Karshomyia och familjen gallmyggor. Inga underarter finns listade i Catalogue of Life.